# Pokornyammina
Pokornyammina es un género de foraminífero bentónico de la familia Plectorecurvoididae, de la superfamilia Recurvoidoidea, del suborden Lituolina y del orden Lituolida. Su especie tipo es Pokornyammina clara. Su rango cronoestratigráfico abarca desde el Turoniense hasta el Maastrichtiense (Cretácico superior).

## Discusión
Clasificaciones previas incluían Pokornyammina en la superfamilia Spiroplectamminoidea, así como en el suborden Textulariina del orden Textulariida, o en el orden Lituolida sin diferenciar el suborden Lituolina.

## Clasificación
Pokornyammina incluye a la siguiente especie:
- Pokornyammina clara †